# Depósito de combustible
El depósito de combustible o tanque de combustible es un contenedor seguro para líquidos inflamables, que forma parte del sistema del motor, y en el cual se almacena el combustible, que es propulsado para que un vehículo avance. (mediante la bomba de combustible) o liberado (como gas a presión) en un motor. Los depósitos de combustible varían considerablemente de tamaño y complejidad, desde un diminuto depósito de butano para un mechero hasta el depósito externo de combustible criogénico multicámara de un transbordador espacial.

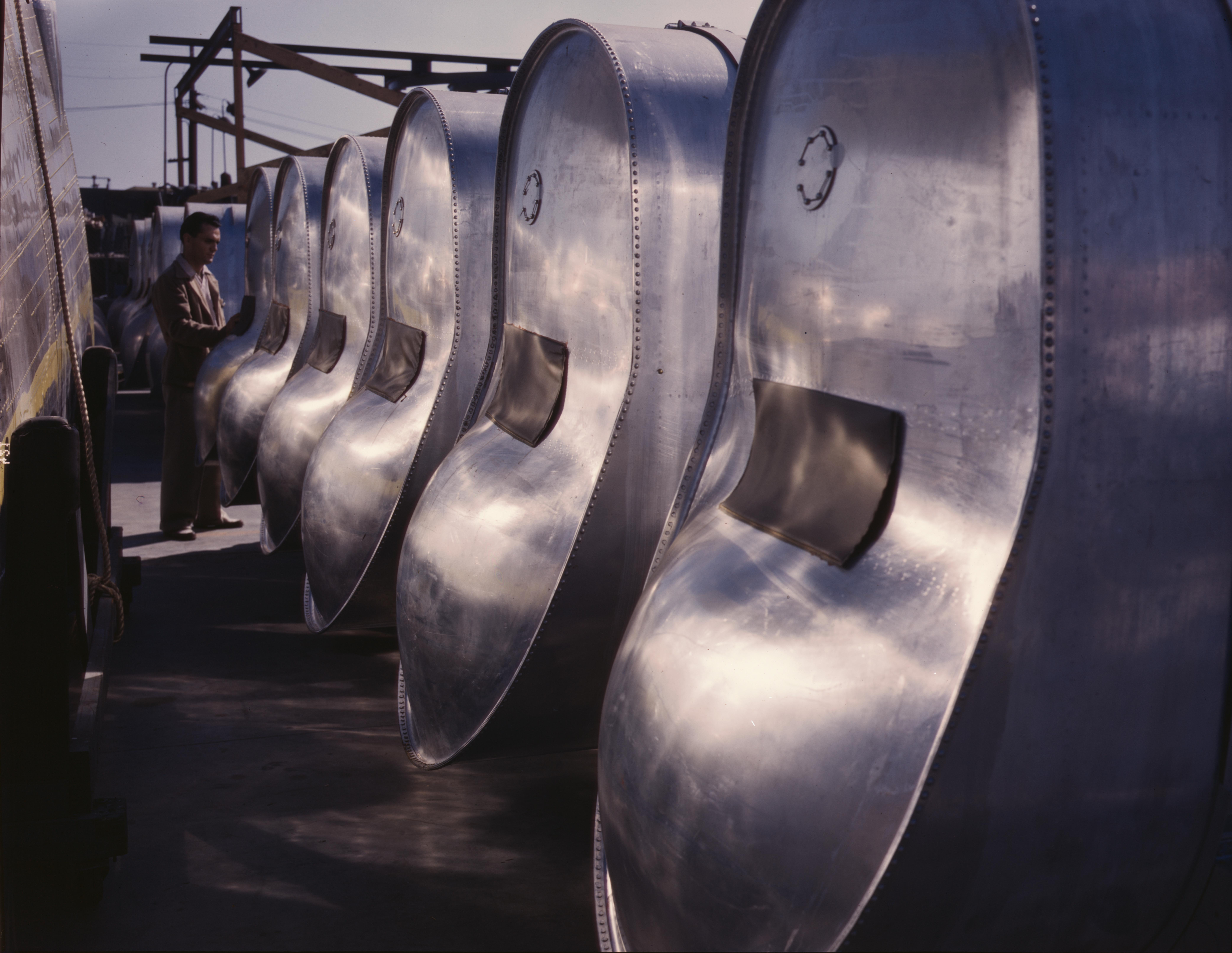
Depósitos de combustible de bombarderos B-25.

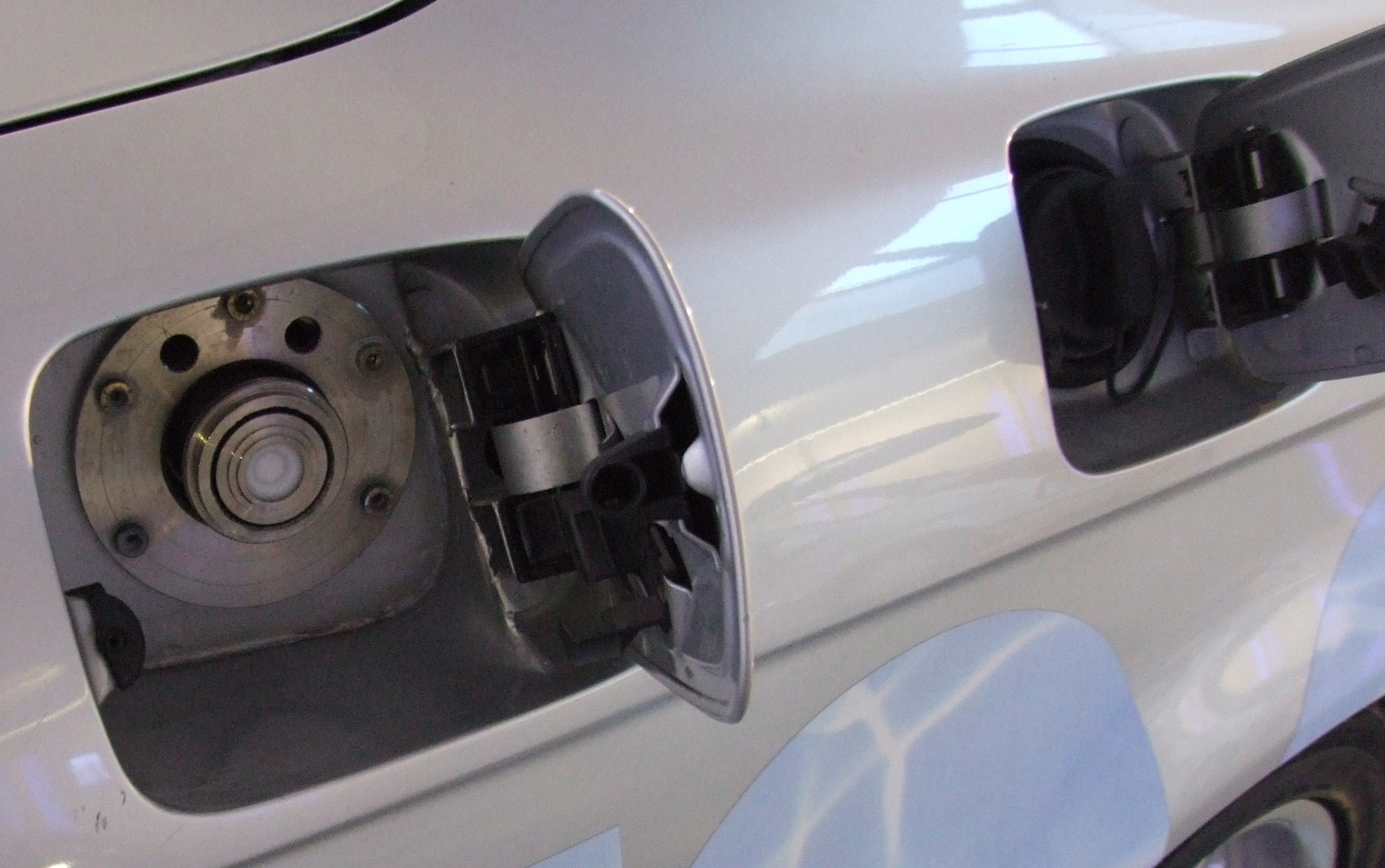
Izquierda: cuello de relleno de un BMW propulsado con hidrógeno; Derecha: cuello de relleno para combustible, Museum Autovision, Altlußheim, Alemania.

Normalmente un depósito de combustible cuenta con las siguientes características:
- Almacenamiento seguro de combustible.
- El relleno debe ser sin riesgos (ej. chispas).
- Almacenamiento sin pérdidas por escape o evaporación.
- Proveer de un método para determinar el nivel de combustible en el depósito en todo momento. Para ello se usa un indicador del nivel de combustible.
- Venting (en caso de sobrepresión los vapores de combustible deben ser desviados por medio de válvulas).
- Alimentación del motor (por medio de una bomba).
- Anticipar posibles daños y riesgos para aumentar el potencial de sobrevivir.

## Automoción
El depósito de combustible se diseña de forma específica para cada vehículo una vez que el diseño es determinado, dado que han de optimizar el espacio libre disponible.
De hecho, a menudo se crean diferentes arquitecturas para el sistema del depósito de combustible dependiendo del tipo de vehículo, el tipo de combustible (gas, gasolina diésel etc.), el tipo de dispensador de gasolina y la región donde se vende el vehículo. 
Hay dos tecnologías para los depósitos de combustible en automóviles:
- Depósitos de plástico, concretamente polietileno de alta densidad (HDPE) producidos por medio de moldeo por soplado. Esta tecnología está en auge por contar con emisiones de fuel muy reducidas. El plástico también posibilita geometrías complejas, por ejemplo, el depósito puede montarse directamente sobre el eje trasero, ahorrando espacio y mejorando la seguridad en caso de impacto. Inicialmente se tenían dudas sobre la dureza del material frente a grietas en comparación con materiales como el acero o el aluminio.

- Depósitos de metal (acero o aluminio) a partir de la soldadura de láminas estampadas. Aunque esta tecnología da buenos resultados en el control de emisiones del combustible, es cada vez menos competitiva en el mercado.

### Cierre centralizado
Los vehículos modernos a menudo incluyen la tapa del depósito en el sistema de cierre centralizado.

### Apertura a distancia
Hay vehículos modernos que disponen de una apertura de la tapa del depósito con control remoto mediante un motor eléctrico o un cable liberador. Algunos vehículos de gama alta no permiten una apertura desde el exterior del vehículo.

### Depósito de reserva
Cuando se ilumina la lámpara que indica un nivel bajo de combustible entonces se habla a menudo del depósito de reserva. No existe un depósito adicional como tal sino que el nivel de combustible simplemente está bajo un límite preestablecido. Aunque no hay un estándar sobre la cantidad de combustible existente, por lo general se puede conducir durante 50 km adicionales antes de que el combustible se agote por completo.

### Células de combustible para competición
Una célula de combustible para competición es un contenedor de combustible que se diferencia del depósito ordinario en los siguientes aspectos:
- Tiene una alineación interior (inner liner) flexible para minimizar el riesgo de orificios en caso de colisión.
- Esta relleno con un núcleo de espuma de célula abierta para evitar la explosión del vapor en la parte vacía del depósito y para minimizar el sloshing del combustible durante la competición que pudiera desequilibrar el vehículo o provocar una alimentación de combustible inadecuada del motor.

## Aeronaves
Las aeronaves usan normalmente tres tipos de depósitos de combustible: integral, rígido desmontable o elástico (bladder).
- Los depósitos integrales son áreas dentro de la estructura de la aeronave que han sido selladas para permitir el almacenaje de combustible. Un ejemplo de este tipo de depósito es el ala tanque (o wet wing), usando frecuentemente en aeronaves de gran tamaño. Dado que estos depósitos son parte de la estructura de la aeronave, no pueden ser desmontados para someterse a mantenimiento o inspección. Para estos cometidos deben proveerse de paneles de inspección para permitir la inspección interna, reparación y mantenimiento general del tanque. La mayoría de aeronaves de gran tamaño usan este sistema almacenando combustible en las alas, en la panza y algunas veces en la cola del avión.

- Los depósitos rígidos desmontables se instalan en un compartimento diseñado para este propósito. Normalmente son de construcción metálica y pueden desmontarse para ser revisados, reemplazados o reparados. La integridad estructural del avión no depende del tanque de combustible. Este tipo de depósitos son frecuentes en pequeñas aeronaves de aviación general, como por ejemplo el Cessna 172.

- Los depósitos elásticos (o bladder) son bolsas de goma reforzadas que se instalan en una sección de la estructura de la aeronave diseñada para alojar la carga de combustible. El bladder se enrolla y se instala en el compartimento a través del conducto para el relleno o el panel de acceso, y se fija con botones metálicos o enganches dentro del compartimento. Muchas aeronaves ligeras de altas prestaciones así como algunos aviones turbohélice de pequeño tamaño hacen uso de este tipo de depósitos.

- Las aeronaves militares generalmente usan depósitos de combustible autosellantes y las aeronaves de combate suelen hacer uso de tanques de combustible externos lanzables como depósitos auxiliares.

## Incidentes
Los depósitos de combustible han sido sujeto de diferentes accidentes de aviación en el pasado. Por ejemplo, la explicación oficial para la explosión y sucesivo accidente del vuelo 800 de TWA fue que en el depósito central se formó una mezcla explosiva de combustible y aire. Un cable defectuoso provocó la ignición dentro del depósito destrozando la aeronave. Si bien existen dudas sobre la exactitud de esta explicación oficial, este tipo de explosiones han ocurrido en varias ocasiones y por diversas causas. El riesgo de explosión del depósito se puede reducir mediante el uso de un sistema de inertizado para el depósito (consistente en reemplazar el aire por gases inertes para reducir la inflamabilidad).

## Suministro de agua
Los sistemas de suministro de agua pueden ser alimentados mediante una fuente primaria o secundaria consistente en un generador de combustible diésel alimentado por un pequeño tanque diario y un depósito de combustible de mucho mayor tamaño

## Seguridad
Un diseño y construcción adecuados del depósito juegan un papel fundamental en la seguridad del sistema del que forma parte.
En aplicaciones automotrices un emplazamiento inadecuado ha contribuido la probabilidad de incendio en caso de colisión. En 1990, General Motors fue demandado por más de cien particulares supuestamente debido a la decisión de trasladar el depósito y quedarse sin la protección de la estructura del vehículo en furgonetas pickup. El modelo Pinto del fabricante Ford también estuvo inmerso en la polémica por poner el depósito de combustible en un área poco protegida con riesgo de fuego y explosión en caso de impacto de la parte trasera del vehículo. El caso fue a juicio y le costó 125 millones de dólares. En 1993, tras fallar el juicio en contra de GM (que fuera recurrido con éxito más tarde), la cadena de televisión NBC también causó polémica emitiendo ensayos a modo de ejemplo sobre los riesgos existentes. Posteriormente se descubrió que la cadena utilizó material inflamable para asegurar el fuego.